# Nati nel 2001/Aprile
| Questa pagina contiene informazioni ricavate automaticamente dalle voci biografiche con l'ausilio del template Bio e di un bot. L'aggiornamento è periodico e automatico e ricostruisce completamente la pagina. Se manca una persona in questa lista, sei pregato di non aggiungerla, ma accertati piuttosto che la sua voce biografica contenga il template Bio e che i dati anagrafici siano correttamente compilati. Se il template Bio manca, inseriscilo tu stesso o, in alternativa, metti l'avviso {{tmp\|Bio}} che ne segnala la mancanza. Se i dati riportati sono sbagliati, correggi direttamente la voce biografica; le modifiche saranno visibili in questa lista entro pochi giorni. Per chiarimenti vedi il progetto biografie. La lista contiene solo le 329 persone che sono citate nell'enciclopedia e per le quali è stato implementato correttamente il template Bio. Pagina aggiornata al 18 ago 2025. |

- 1º aprile - Panagiota Dosi, altista greca
- 1º aprile - Logan Costa, calciatore francese
- 1º aprile - Mehmet Ayberk Koşak, ginnasta turco
- 1º aprile - Montasser Lahtimi, calciatore marocchino
- 1º aprile - Marte Leinan Lund, combinatista nordica norvegese
- 1º aprile - Vjačeslav Litvinov, calciatore russo
- 1º aprile - Snorre Lund, lottatore norvegese
- 1º aprile - Davide Persico, ciclista su strada italiano
- 1º aprile - Abdi Salim, calciatore somalo
- 1º aprile - Silke Smulders, ciclista su strada olandese
- 1º aprile - Oleksij Syč, calciatore ucraino
- 1º aprile - Gabriel Teixeira, calciatore brasiliano
- 1º aprile - Rémy Vita, calciatore francese
- 1º aprile - Julian von Moos, calciatore svizzero
- 1º aprile - Benas Šatkus, calciatore lituano
- 2 aprile - César Araújo, calciatore uruguaiano
- 2 aprile - Robin Hanson, nuotatore svedese
- 2 aprile - Ulysses Llanez, calciatore statunitense
- 2 aprile - Luo Shifang, sollevatrice cinese
- 2 aprile - Luke McCaffrey, giocatore di football americano statunitense
- 2 aprile - Ángel Orelién, calciatore panamense
- 2 aprile - Trey Palmer, giocatore di football americano statunitense
- 2 aprile - Takeru Ōtsuka, snowboarder giapponese
- 3 aprile - Caspar Corbeau, nuotatore statunitense
- 3 aprile - Justus Henkes, snowboarder statunitense
- 3 aprile - Hernâni Infande, calciatore guineense
- 3 aprile - George Karlaftis, giocatore di football americano greco
- 3 aprile - Christopher Mamengi, calciatore olandese
- 3 aprile - Nuit Incolore, cantautore svizzero
- 3 aprile - Étienne Mazellier, sciatore alpino canadese
- 3 aprile - Isaiah Nelson, sciatore alpino statunitense
- 3 aprile - Santiago Pierotti, calciatore argentino
- 3 aprile - Tyler Smith, giocatore di football americano statunitense
- 3 aprile - Gabriel Wallentin, calciatore svedese
- 3 aprile - Johnny Wilson, giocatore di football americano statunitense
- 4 aprile - Jalen Carter, giocatore di football americano statunitense
- 4 aprile - Andrea Filadelli, nuotatore italiano
- 4 aprile - Bruno Gomes, calciatore brasiliano
- 4 aprile - Jamal Hill, giocatore di football americano statunitense
- 4 aprile - Renzo Orihuela, calciatore uruguaiano
- 4 aprile - Mattia Pinazzi, pistard e ciclista su strada italiano
- 4 aprile - Taylor Silverholt, calciatore svedese
- 4 aprile - Angelo Stiller, calciatore tedesco
- 4 aprile - Dávid Strelec, calciatore slovacco
- 4 aprile - Pommelien Thijs, cantante e attrice belga
- 4 aprile - Frederik Winther, calciatore danese
- 5 aprile - Thylane Blondeau, modella e attrice francese
- 5 aprile - Can Bozdoğan, calciatore tedesco
- 5 aprile - Chae Won-been, attrice sudcoreana
- 5 aprile - Timothé Crusol, cestista francese
- 5 aprile - Cristiano Ficco, sollevatore italiano
- 5 aprile - Marin Hamill, sciatrice freestyle statunitense
- 5 aprile - DeVere Levelston, giocatore di football americano statunitense
- 5 aprile - Ole Pohlmann, calciatore tedesco
- 5 aprile - Jamie Roche, calciatore svedese
- 5 aprile - Amuro Tsuzuki, surfista giapponese
- 5 aprile - Robbie Tucker, attore statunitense
- 5 aprile - Gonzalo Valdivia, calciatore argentino
- 5 aprile - Armel Zohouri, calciatore ivoriano
- 5 aprile - Umberto Zurlini, ginnasta italiano
- 6 aprile - Javier García Sánchez, cestista spagnolo
- 6 aprile - Francisco González, calciatore argentino
- 6 aprile - Anthony Gould, giocatore di football americano statunitense
- 6 aprile - Michel Hessmann, ciclista su strada tedesco
- 6 aprile - Tobias Koch, calciatore austriaco
- 6 aprile - Jorge Méndez, calciatore panamense
- 6 aprile - Oscar Piastri, pilota automobilistico australiano
- 6 aprile - Gabriele Piccinini, calciatore italiano
- 6 aprile - Nicolás Valentini, calciatore argentino
- 6 aprile - Linus Witte, sciatore alpino tedesco
- 7 aprile - Martina Ambrosi, saltatrice con gli sci italiana
- 7 aprile - Matúš Begala, calciatore slovacco
- 7 aprile - Morten Frendrup, calciatore danese
- 7 aprile - Kim Mi-rae, tuffatrice nordcoreana
- 7 aprile - Billy Mitchell, calciatore inglese
- 7 aprile - Nzubechi Grace Nwokocha, velocista nigeriana
- 7 aprile - Kayla Sanchez, nuotatrice canadese
- 8 aprile - Eleonora Frigo, ex hockeista su ghiaccio italiana
- 8 aprile - Shavon Revel, giocatore di football americano statunitense
- 8 aprile - Egan Wint, snowboarder statunitense
- 9 aprile - Sinaly Diomandé, calciatore ivoriano
- 9 aprile - Justin Eboigbe, giocatore di football americano statunitense
- 9 aprile - Mauricio Isais, calciatore messicano
- 9 aprile - Aïmen Moueffek, calciatore marocchino
- 9 aprile - Nika Mühl, cestista croata
- 9 aprile - Aleksander Paluszek, calciatore polacco
- 9 aprile - Brooke Raboutou, arrampicatrice statunitense
- 9 aprile - Davide Toneatti, ciclocrossista, mountain biker e ciclista su strada italiano
- 10 aprile - Ayman Azhil, calciatore tedesco
- 10 aprile - Vicente Besuijen, calciatore colombiano
- 10 aprile - Owura Edwards, calciatore inglese
- 10 aprile - Noa Kirel, cantante, attrice e conduttrice televisiva israeliana
- 10 aprile - Angelina Mango, cantautrice italiana
- 10 aprile - María Méndez, calciatrice spagnola
- 10 aprile - Kevin Carlos, calciatore spagnolo
- 10 aprile - Iván Romero, calciatore spagnolo
- 10 aprile - Žirayr Šaġoyan, calciatore armeno
- 10 aprile - Jakoslav Stanković, calciatore sloveno
- 10 aprile - Ruslan Ternovoj, tuffatore russo
- 10 aprile - Thiago Agustín Tirante, tennista argentino
- 10 aprile - Arianna Valloni, nuotatrice sammarinese
- 10 aprile - Lilou Wadoux, pilota automobilistica francese
- 10 aprile - Lukáš Červ, calciatore ceco
- 11 aprile - Zayed Sultan, calciatore emiratino
- 11 aprile - Enzo Bardeli, calciatore francese
- 11 aprile - Mackenzie Barry, calciatrice neozelandese
- 11 aprile - Luka Bijelović, calciatore serbo
- 11 aprile - Daniel Chacón, calciatore costaricano
- 11 aprile - Edoardo Iannoni, calciatore italiano
- 11 aprile - Nikita Iosifov, calciatore russo
- 11 aprile - Zonovan Knight, giocatore di football americano statunitense
- 11 aprile - Nico Melamed, calciatore spagnolo
- 11 aprile - Stepan Naumov, snowboarder russo
- 11 aprile - Alen Skribek, calciatore ungherese
- 11 aprile - Simon Sohm, calciatore svizzero
- 11 aprile - Beatrice Stroscio, cestista italiana
- 11 aprile - Hunter Tapp, nuotatore statunitense
- 11 aprile - Manuel Ugarte, calciatore uruguaiano
- 11 aprile - Artem Šuljans'kyj, calciatore ucraino
- 12 aprile - Gora Camara, cestista senegalese
- 12 aprile - Leon Dajaku, calciatore tedesco
- 12 aprile - Álex Forés, calciatore spagnolo
- 12 aprile - Drake Jackson, giocatore di football americano statunitense
- 12 aprile - Kotaro Kiyooka, lottatore giapponese
- 12 aprile - Enric Llansana, calciatore olandese
- 12 aprile - Oh Hyeon-gyu, calciatore sudcoreano
- 12 aprile - Anthony Oyono, calciatore francese
- 12 aprile - Jérémy Oyono, calciatore francese
- 12 aprile - Xander Severina, calciatore olandese
- 12 aprile - Brandon Smith, giocatore di football americano statunitense
- 12 aprile - Anna Twardosz, saltatrice con gli sci polacca
- 12 aprile - Andrew Urlaub, saltatore con gli sci statunitense
- 12 aprile - Tegan Wold, ex sciatrice alpina statunitense
- 13 aprile - Noah Katterbach, calciatore tedesco
- 13 aprile - Axel Laurance, ciclista su strada e ciclocrossista francese
- 13 aprile - Yūta Matsumura, calciatore giapponese
- 13 aprile - Rebecca McKenna, calciatrice nordirlandese
- 13 aprile - Rada Perović, pallavolista serba
- 13 aprile - Kenzo Simons, nuotatore olandese
- 13 aprile - Kyan Vaesen, calciatore belga
- 13 aprile - Joaquín Valiente, calciatore uruguaiano
- 13 aprile - Paulo Victor, calciatore brasiliano
- 13 aprile - Neco Williams, calciatore gallese
- 14 aprile - Patrik-Gabriel Galčev, calciatore bulgaro
- 14 aprile - Giacomo Olzer, calciatore italiano
- 14 aprile - Davide Parisato, pallamanista italiano
- 14 aprile - Benedetta Sartori, pallavolista italiana
- 14 aprile - Kid Yugi, rapper italiano
- 14 aprile - Lulu Sun, tennista neozelandese
- 14 aprile - Olivér Tamás, calciatore ucraino
- 14 aprile - Julian Verzotto, tuffatore italiano
- 14 aprile - Jalen Williams, cestista statunitense
- 15 aprile - Ryan Adigo, calciatore tedesco
- 15 aprile - Jordan Chiles, ginnasta statunitense
- 15 aprile - Adam Goljan, calciatore slovacco
- 15 aprile - Elise Hughes, calciatrice gallese
- 15 aprile - Jair Diego Alves de Brito, calciatore brasiliano
- 15 aprile - Robby Kevlishvili, scacchista olandese
- 15 aprile - Kōki Kumasaka, calciatore giapponese
- 15 aprile - Riccardo Meli, velocista italiano
- 15 aprile - Mauro Rodrigues, calciatore portoghese
- 16 aprile - Gabriel Aranda, calciatore argentino
- 16 aprile - Grace Frohling, pallavolista statunitense
- 16 aprile - Taneli Hämäläinen, calciatore finlandese
- 16 aprile - Malthe Højholt, calciatore danese
- 16 aprile - Hinata Kumagai, nuotatrice artistica giapponese
- 16 aprile - Mathis Le Berre, ciclista su strada francese
- 16 aprile - Santiago Naveda, calciatore messicano
- 16 aprile - Danylo Sikan, calciatore ucraino
- 16 aprile - JL Skinner, giocatore di football americano samoano americano
- 17 aprile - Rodriguinho, calciatore brasiliano
- 17 aprile - Christian Braun, cestista statunitense
- 17 aprile - Guillaume Dietsch, calciatore francese
- 17 aprile - Léo Ducros, sciatore alpino francese
- 17 aprile - Simone Fasoli, canottiere italiano
- 17 aprile - Mattia Felici, calciatore italiano
- 17 aprile - Brison Fernandes, calciatore indiano
- 17 aprile - Julian Niehues, calciatore tedesco
- 17 aprile - Omer Nir'on, calciatore israeliano
- 17 aprile - Georgi Tunjov, calciatore estone
- 17 aprile - Vikentij Vološyn, calciatore ucraino
- 17 aprile - Zak Zinter, giocatore di football americano statunitense
- 18 aprile - Mariam Osama Elbeialy, ginnasta egiziana
- 18 aprile - Adrian Gantenbein, calciatore svizzero
- 18 aprile - Santiago Giménez, calciatore messicano
- 18 aprile - Lovro Gnjidić, cestista croato
- 18 aprile - Roberts Krūzbergs, pattinatore di short track lettone
- 18 aprile - Haytam Manaout, calciatore marocchino
- 18 aprile - Elena Melián, nuotatrice artistica spagnola
- 18 aprile - PinkPantheress, cantautrice e produttrice discografica britannica
- 19 aprile - Maximilian Arfsten, calciatore statunitense
- 19 aprile - Ramón Enríquez, calciatore spagnolo
- 19 aprile - Chasity Grant, calciatrice olandese
- 19 aprile - Éliot Grondin, snowboarder canadese
- 19 aprile - Dalton Knecht, cestista statunitense
- 19 aprile - Martyna Kubka, tennista polacca
- 19 aprile - Isaac Méndez, calciatore uruguaiano
- 19 aprile - Anna Bryn Mørkeset, sciatrice alpina norvegese
- 19 aprile - Tomáš Nemčík, calciatore slovacco
- 19 aprile - Odeya, cantante israeliana
- 19 aprile - Raphael Onyedika, calciatore nigeriano
- 19 aprile - Michel Poon-Angeron, calciatore trinidadiano
- 19 aprile - John Pulskamp, calciatore statunitense
- 19 aprile - Noemi Rüegg, ciclista su strada e ciclocrossista svizzera
- 19 aprile - Gustav Isaksen, calciatore danese
- 19 aprile - Daniel Williams, calciatore gallese
- 19 aprile - Carlo Zammit Lonardelli, calciatore maltese
- 19 aprile - Micky van de Ven, calciatore olandese
- 20 aprile - Ian Alexander, attore e attivista statunitense
- 20 aprile - Nathalie Blomqvist, mezzofondista finlandese
- 20 aprile - Lvbel C5, rapper turco
- 20 aprile - Haris Bratanovic, cestista belga
- 20 aprile - Nadja Kälin, fondista svizzera
- 20 aprile - Jonathan Mingo, giocatore di football americano statunitense
- 20 aprile - Felipe Peña Biafore, calciatore argentino
- 20 aprile - Pia Skrzyszowska, ostacolista polacca
- 20 aprile - Agustín Álvarez Wallace, calciatore uruguaiano
- 20 aprile - Jan Štefela, altista ceco
- 21 aprile - Tristan Boyer, tennista statunitense
- 21 aprile - Borisav Burmaz, calciatore serbo
- 21 aprile - Sofia Colombo, calciatrice italiana
- 21 aprile - Léa Curinier, ciclista su strada e ciclocrossista francese
- 21 aprile - Oleksandr Drambajev, calciatore ucraino
- 21 aprile - Lara Gillespie, pistard, ciclista su strada e ciclocrossista irlandese
- 21 aprile - Justus Hollatz, cestista tedesco
- 21 aprile - Enzo Larrosa, calciatore uruguaiano
- 21 aprile - Sada Nahimana, tennista burundese
- 21 aprile - Erika Pykäläinen, sciatrice alpina finlandese
- 21 aprile - Edoardo Zambanini, ciclista su strada e pistard italiano
- 22 aprile - Kevin Quiambao, cestista filippino
- 22 aprile - Carmina Olimpia Coftas, modella rumena
- 22 aprile - Malte Delow, cestista tedesco
- 22 aprile - Henrik Heggheim, calciatore norvegese
- 22 aprile - Martin Minčev, calciatore bulgaro
- 22 aprile - Mike Morris, giocatore di football americano statunitense
- 22 aprile - Leard Sadriu, calciatore kosovaro
- 22 aprile - Mario Čuić, calciatore croato
- 22 aprile - Raul Șteau, calciatore rumeno
- 23 aprile - Ibrahim Adel, calciatore egiziano
- 23 aprile - Pedro Bicalho, calciatore brasiliano
- 23 aprile - Catalina Coll, calciatrice spagnola
- 23 aprile - Cleo Demetriou, attrice britannica
- 23 aprile - Nathan Harriel, calciatore statunitense
- 23 aprile - Junior H, cantante messicano
- 23 aprile - Lee Yu-bin, pattinatrice di short track sudcoreana
- 23 aprile - Dardan Shabanhaxhaj, calciatore austriaco
- 23 aprile - Gastón Verón, calciatore argentino
- 23 aprile - Ricardinho Viana, calciatore brasiliano
- 23 aprile - Vitinho, calciatore brasiliano
- 24 aprile - Andrés Amaya, calciatore colombiano
- 24 aprile - Harry Cochrane, calciatore scozzese
- 24 aprile - Anastasija Mišina, pattinatrice artistica su ghiaccio russa
- 24 aprile - Nachon Nsingi, calciatore belga
- 24 aprile - Rvfv, cantante e rapper spagnolo
- 24 aprile - Erik Röhrs, pallavolista tedesco
- 24 aprile - Siaka Sidibe, calciatore maliano
- 24 aprile - Jack Smith, sciatore alpino statunitense
- 24 aprile - Ricardo Visus, calciatore spagnolo
- 24 aprile - Luis Vázquez, calciatore argentino
- 25 aprile - Kevin Berlín Reyes, tuffatore messicano
- 25 aprile - Eduarda Braum, modella brasiliana
- 25 aprile - Roberto Daprà, pilota di rally italiano
- 25 aprile - Samuel Elvir, calciatore honduregno
- 25 aprile - Clemente Montes, calciatore cileno
- 25 aprile - Immanuel Pherai, calciatore olandese
- 25 aprile - Mohammad Jahir Rayhan, velocista bangladese
- 25 aprile - William Shaner, tiratore a segno statunitense
- 25 aprile - Thomas Van den Keybus, calciatore belga
- 25 aprile - Yoon Chan-young, attore sudcoreano
- 26 aprile - Thiago Almada, calciatore argentino
- 26 aprile - Hugo Besson, cestista francese
- 26 aprile - Tomás Bottari, calciatore argentino
- 26 aprile - Random, rapper e cantante italiano
- 26 aprile - Wout D'Heer, pallavolista belga
- 26 aprile - Facundo Giacopuzzi, calciatore argentino
- 26 aprile - Ty'Ron Hopper, giocatore di football americano statunitense
- 26 aprile - Caroline Joyeux, triplista e lunghista tedesca
- 26 aprile - Bautista Kociubinski, calciatore argentino
- 26 aprile - Alessio Martinelli, ciclista su strada italiano
- 26 aprile - Tristen Newton, cestista statunitense
- 26 aprile - Jayden Oosterwolde, calciatore olandese
- 26 aprile - Tate Ratledge, giocatore di football americano statunitense
- 26 aprile - Kévin Vauquelin, ciclista su strada e pistard francese
- 26 aprile - Samer Zubaida, calciatore palestinese
- 27 aprile - Andrea Aguilera, modella ecuadoriana
- 27 aprile - Lotta Cordes, calciatrice tedesca
- 27 aprile - Flavius Daniliuc, calciatore austriaco
- 27 aprile - Kristijan Dobrev, calciatore bulgaro
- 27 aprile - Abu Francis, calciatore ghanese
- 27 aprile - Zōīs Karampelas, cestista greco
- 27 aprile - Augustinas Klimavičius, calciatore lituano
- 27 aprile - Gonzalo Luján, calciatore argentino
- 27 aprile - Ayumu Ōhata, calciatore giapponese
- 28 aprile - Loïc Bettendorff, ciclista su strada, ciclocrossista e mountain biker lussemburghese
- 28 aprile - Anthony Bradford, giocatore di football americano statunitense
- 28 aprile - Kai Cipot, calciatore sloveno
- 28 aprile - Mohamed El Maghrabi, calciatore egiziano
- 28 aprile - Madeleine Harris, attrice britannica
- 28 aprile - Grace Henderson, sciatrice freestyle statunitense
- 28 aprile - Franco Ibarra, calciatore argentino
- 28 aprile - Shūhei Kawasaki, calciatore giapponese
- 28 aprile - Raymond Richards, altista giamaicano
- 28 aprile - Laura Rogora, arrampicatrice italiana
- 28 aprile - Bruno Santos Ventura, calciatore portoghese
- 28 aprile - Nicole Sciberras, calciatrice maltese
- 28 aprile - Alessandro Tosi, calciatore sammarinese
- 28 aprile - Geōrgios Vrakas, calciatore greco
- 28 aprile - Fábio Ronaldo, calciatore portoghese
- 29 aprile - Josef Baccay, calciatore norvegese
- 29 aprile - Danilo dos Santos de Oliveira, calciatore brasiliano
- 29 aprile - Gregor Glas, cestista sloveno
- 29 aprile - Lisa Hörhager, sciatrice alpina austriaca
- 29 aprile - Anna Jøsendal, calciatrice norvegese
- 29 aprile - Sintayehu Masire, marciatrice etiope
- 29 aprile - Simone Olivero, ex ciclista su strada italiano
- 29 aprile - Johannes Pietsch, cantautore e compositore austriaco
- 29 aprile - Dawid Szot, calciatore polacco
- 30 aprile - Hossam Abdelmaguid, calciatore egiziano
- 30 aprile - Nathan Collins, calciatore irlandese
- 30 aprile - Andrea Cosi, marciatore italiano
- 30 aprile - Pablo Gozálbez, calciatore spagnolo
- 30 aprile - Winzar Kakiouea, atleta nauruano
- 30 aprile - Kamilla Soares Cardoso, cestista brasiliana
- 30 aprile - Lil Tjay, rapper statunitense
- 30 aprile - Martin Moormann, calciatore austriaco
- 30 aprile - Miguel Puche, calciatore spagnolo
- 30 aprile - Elayis Tavşan, calciatore olandese
- 30 aprile - Xu Haohong, goista taiwanese
- 30 aprile - Djevencio van der Kust, calciatore surinamese